# ألفية 7 ق.م
في الألفية السابعة قبل الميلاد تنتشر الزراعة من الاناضول إلى البلقان.
عدد سكان العالم مستقر أساساً على حوالي 5 ملايين نسمة، يعيش معظمهم منتشراً في جميع أنحاء العالم ويقتاتون على الصيد ويقومون بجمع القبائل الصغيرة. 
في المجتمعات الزراعية في منطقة الشرق الأوسط تربية الدجاج والبقر واستخدام الفخار ينمو بشكل مشترك ويمتد إلى أوروبا وجنوب آسيا.
كما بدأت في هذه الألفية صناعة أول الحلي المعدنية من الذهب النحاس.

## أحداث
- في العام 7000 قبل الميلاد انتشرت الزراعة بين شعب البابوان في غينيا الجديدة.[1]

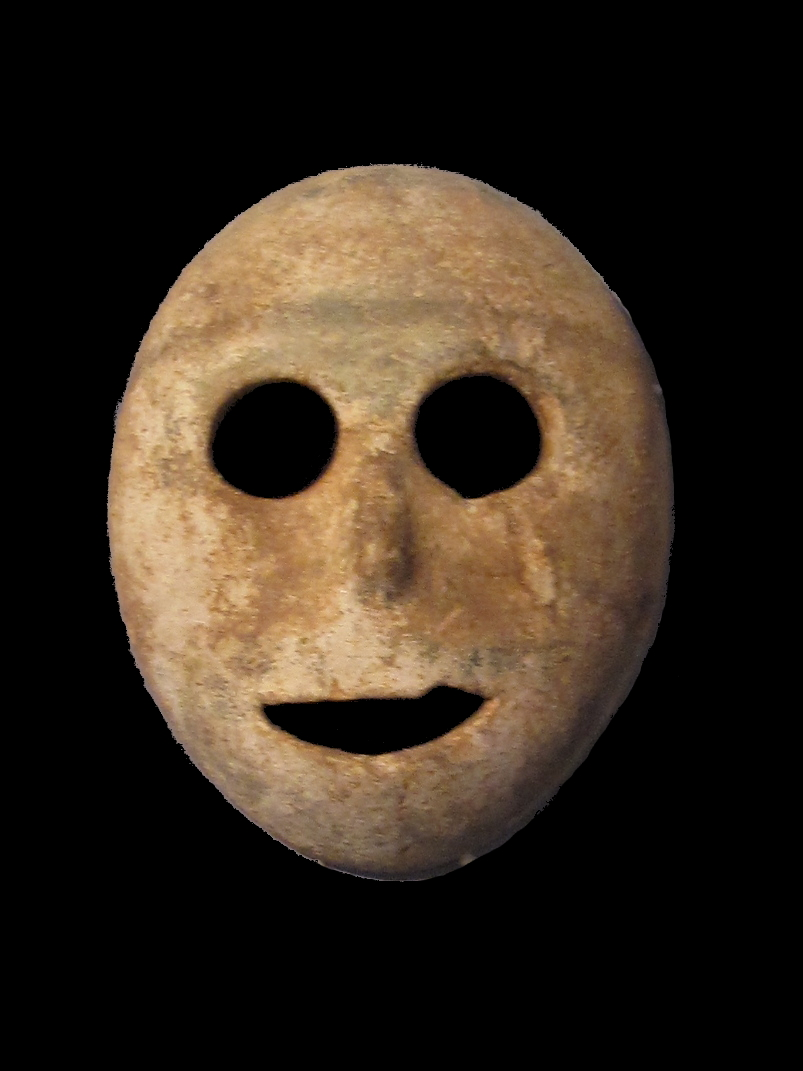
هذا القناع الحجري من تاريخ العصر الحجري الحديث ما قبل الفخار إلى عام 7000 قبل الميلاد، وربما يكون أقدم قناع في العالم

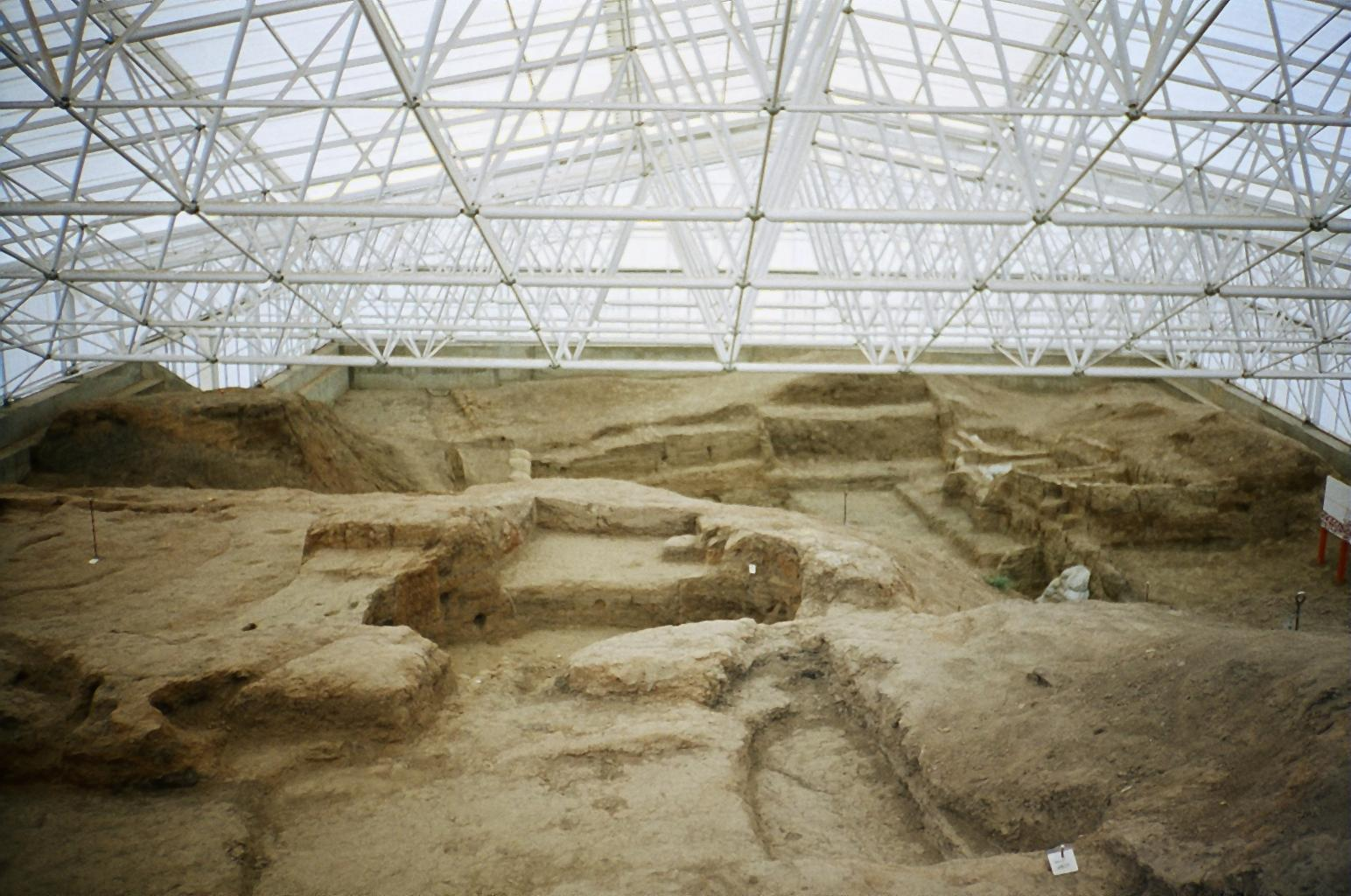
حفريات في المنطقة الجنوبية من هيوك جاتال

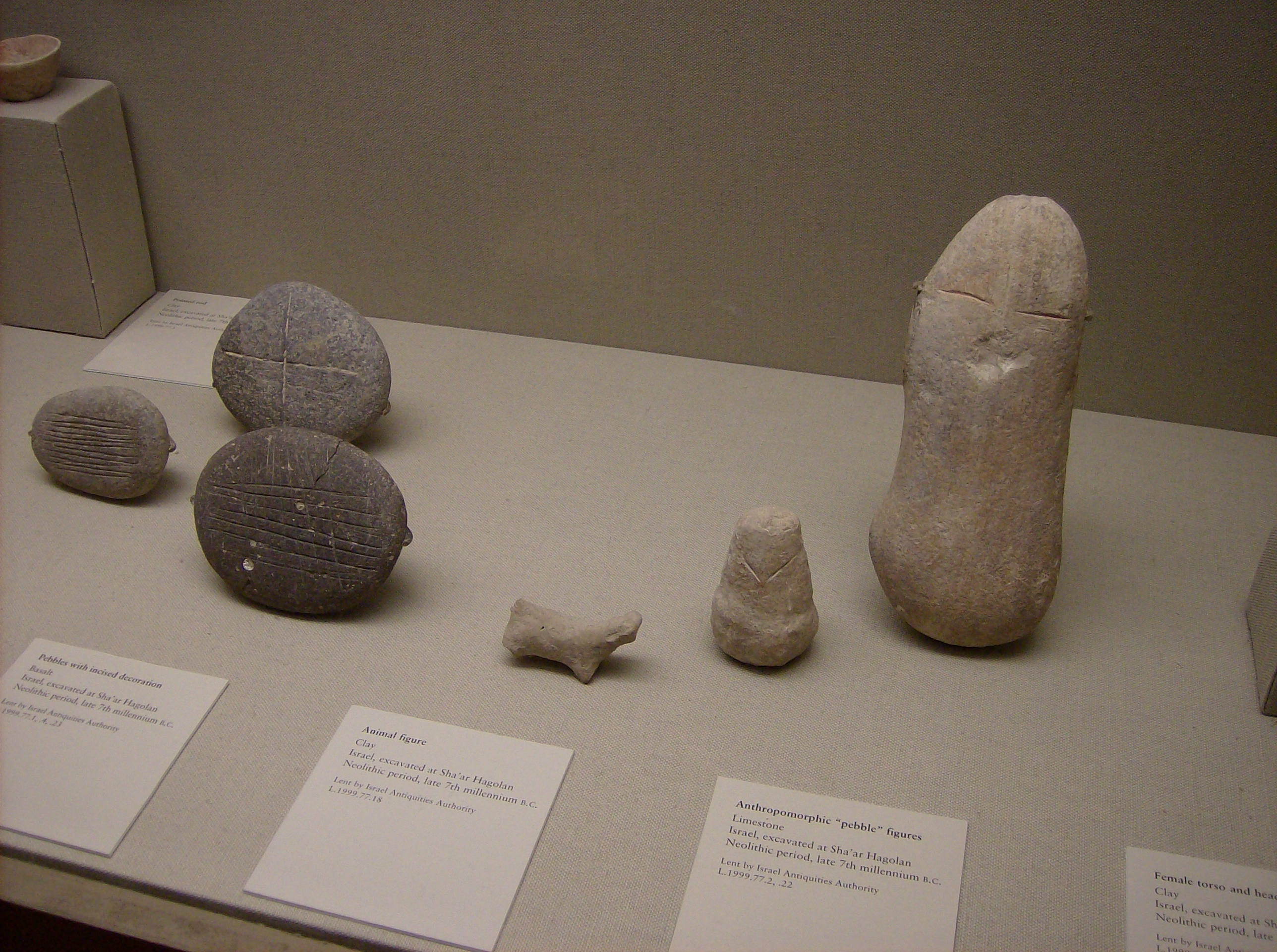
العثور على بقايا حجرية في الشرق الأوسط تعود إلى الألفية السابعة قبل الميلاد